# スターリングレンジ国立公園
スターリングレンジ国立公園 (英語: Stirling Range National Park)  は西オーストラリア州のグレート・サザン地域にある国立公園である。州都パースの南東約337 kmの地点にある。

## 概要
スターリングレンジ (別名：Koikyennuruff) と呼ばれる東西60kmを超える丘陵地帯を保護しており、範囲はマウントバーカーとクランブルックからグノーワンガーアップまでの一帯となっている。公園内にはツールブラナップやオーストラリア南西地区最高峰のブラフノールなどの山々があり、公園の南に位置するポロンガラップ側からはスリーピング・プリンセス (Sleeping Princess) と呼ばれるシルエットを見ることができる。ハイキング (bushwalking)、ザイルを用いた懸垂下降、グライダーによる滑空などが人気のあるレクリエーションである。国立公園内でキャンプを行うことは禁止されている。

## 環境
スターリングレンジ国立公園は絶滅危惧種であるニシオジロクロオウムやシラヒゲドリが生息し、同じく絶滅危惧種であるボーダンクロオウムの繁殖地となっていることから、バードライフ・インターナショナルにより重要野鳥生息地 (IBA) に指定されている。